# Католицька церква в Албанії
Като́лицька це́рква в Алба́нії — друга християнська конфесія Албанії. Складова всесвітньої Католицької церкви, яку очолює на Землі римський папа. Керується конференцією єпископів. Станом на 2004 рік у країні нараховувалося близько 235 000 католиків (9,55% від усього населення). Існувало 4 діоцезій, які об'єднували 72 церковних парафій.  Кількість  священиків — 48 (з них представники секулярного духовенства — 22, члени чернечих організацій — 26), постійних дияконів — 0, монахів — 35, монахинь — 177.

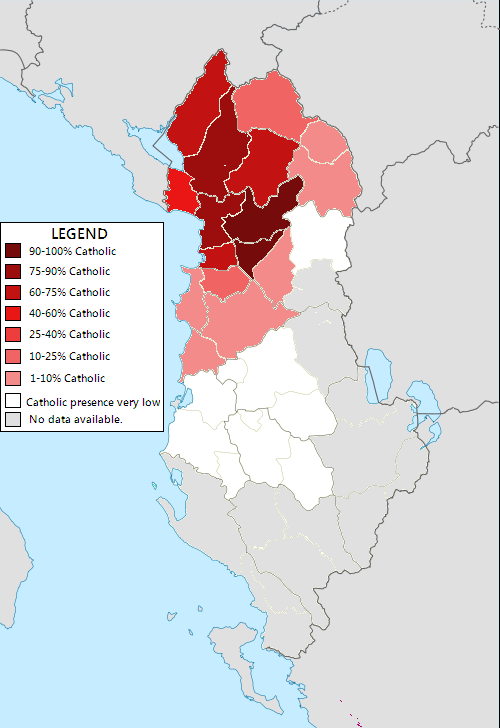
Кількість католиків у різних регіонах Албанії на початок XX століття

## Поширення
Серед здебільшого ісламського та православного населення католики складають відносну меншість на півночі країни. Католицька віра поширена серед субетносу міридітів. Центром католицтва є Шкодер. Зокрема зі Шкодеру родом був католик Васо Паша, один з лідерів албанського національного відродження XIX століття, а також чиновник Османської імперії.

## Історія
Християнство в Албанії розповсюдилося ще в I-II століттях нашої ери. Християни раннього середньовіччя належали до юрисдикції римських пап, тоді як також були під сильним впливом Константинопольських патріархів. 733 року імператор Лев III Ісавр передав албанські церковні провінції Константинополю. Після розколу 1054 року північні регіони Албанії повернулися під владу Папи Римського. До османського вторгнення XV століття більшість населення тут була католиками. Після встановлення османського панування, албанська шляхта почала переходити до ісламу. Простий люд переважно зберігав православну віру, але надалі влада встановила вищі податки для християнських родин, аніж для мусульман. У прибережних та торгівельно активних районах зменшення кількості католиків відбувалося дуже швидко, впродовж кількох десятиліть. Натомість у гірських важкодоступних районах зберіглося більше вірних католицької церкви.
Італійська окупаційна влада провела перепис населення 1942 року та встановила, що католиками є 10,3%.
У 1967 році Трудова партія Албанії заборонила сповідування всіх релігій, зокрема й католицизму.